# Vuelta a España 2024
La 79.ª edición de la Vuelta a España fue una carrera de ciclismo en ruta por etapas que se desarrolló entre el 17 de agosto y el 8 de septiembre de 2024 con inicio en la ciudad de Lisboa y final en la ciudad de Madrid. El recorrido constó de un total de 21 etapas sobre una distancia total de 3304,3 km
La carrera hizo parte del circuito UCI WorldTour 2024 dentro de la categoría 2.UWT. El vencedor fue el esloveno Primož Roglič del Red Bull-BORA-hansgrohe, que sumó su cuarto triunfo en la prueba e igualó a Roberto Heras como el ciclista con más victorias. En esta ocasión estuvo acompañado en el podio por el australiano Ben O'Connor del Decathlon AG2R La Mondiale y el español Enric Mas del Movistar, segundo y tercer clasficado respectivamente.

## Equipos
| WorldTeams (18)- Decathlon-AG2R La Mondiale - Alpecin-Deceuninck - Arkéa-B&B Hotels - Astana Qazaqstan Team - Bahrain Victorious - Red Bull-Bora-Hansgrohe - Cofidis - EF Education-EasyPost - Groupama-FDJ - Ineos Grenadiers - Intermarché-Wanty - Team Visma \| Lease a Bike - Lidl-Trek - Movistar Team - Soudal Quick-Step - Team dsm-firmenich PostNL - Team Jayco AlUla - UAE Team Emirates ProTeams (4)- Lotto Dstny - Equipo Kern Pharma - Euskaltel-Euskadi - Israel-Premier Tech |
| |

## Etapas
| Etapa      | Fecha           | Recorrido                                                              | type                    | Distancia (km) | Ganador         | Líder           |
| ---------- | --------------- | ---------------------------------------------------------------------- | ----------------------- | -------------- | --------------- | --------------- |
| 1.ª etapa  | 17 de ago       | Lisboa – Oeiras                                                        | contrarreloj individual | 12             | Brandon McNulty | Brandon McNulty |
| 2.ª etapa  | 18 de ago       | Cascaes – Ourém                                                        | etapa escarpada         | 194            | Kaden Groves    | Wout van Aert   |
| 3.ª etapa  | 19 de ago       | Lousã – Castelo Branco                                                 | etapa escarpada         | 191,2          | Wout van Aert   | Wout van Aert   |
| 4.ª etapa  | 20 de ago       | Plasencia – Pico Villuercas                                            | etapa de montaña        | 170,5          | Primož Roglič   | Primož Roglič   |
| 5.ª etapa  | 21 de ago       | Fuente del Maestre – Sevilla                                           | etapa llana             | 177            | Pavel Bittner   | Primož Roglič   |
| 6.ª etapa  | 22 de ago       | Jerez de la Frontera – Yunquera                                        | etapa de media montaña  | 185,5          | Ben O'Connor    | Ben O'Connor    |
| 7.ª etapa  | 23 de ago       | Archidona – Córdoba                                                    | etapa escarpada         | 180,5          | Wout van Aert   | Ben O'Connor    |
| 8.ª etapa  | 24 de ago       | Úbeda – Cazorla                                                        | etapa de media montaña  | 159            | Primož Roglič   | Ben O'Connor    |
| 9.ª etapa  | 25 de ago       | Motril – Granada                                                       | etapa de montaña        | 178,5          | Adam Yates      | Ben O'Connor    |
|            | 26 de agosto    | Día de descanso                                                        | Día de descanso         |                |                 |                 |
| 10.ª etapa | 27 de ago       | Puenteareas – Bayona                                                   | etapa de montaña        | 160            | Wout van Aert   | Ben O'Connor    |
| 11.ª etapa | 28 de ago       | Padrón – Padrón                                                        | etapa de media montaña  | 166,5          | Edward Dunbar   | Ben O'Connor    |
| 12.ª etapa | 29 de ago       | Orense – Cabeza de Manzaneda                                           | etapa escarpada         | 137,5          | Pablo Castrillo | Ben O'Connor    |
| 13.ª etapa | 30 de ago       | Lugo – Puerto de Ancares                                               | etapa de montaña        | 176            | Michael Woods   | Ben O'Connor    |
| 14.ª etapa | 31 de ago       | Villafranca del Bierzo – Villablino                                    | etapa de media montaña  | 200,5          | Kaden Groves    | Ben O'Connor    |
| 15.ª etapa | 1 de sep        | Infiesto – Valgrande-Pajares                                           | etapa de montaña        | 143            | Pablo Castrillo | Ben O'Connor    |
|            | 2 de septiembre | Día de descanso                                                        | Día de descanso         |                |                 |                 |
| 16.ª etapa | 3 de sep        | Luanco – Lagos de Covadonga                                            | etapa de montaña        | 181,5          | Marc Soler      | Ben O'Connor    |
| 17.ª etapa | 4 de sep        | Arnuero – Santander                                                    | etapa de media montaña  | 141,5          | Kaden Groves    | Ben O'Connor    |
| 18.ª etapa | 5 de sep        | Vitoria – Maestu                                                       | etapa de media montaña  | 179,5          | Urko Berrade    | Ben O'Connor    |
| 19.ª etapa | 6 de sep        | Logroño – Moncalvillo                                                  | etapa escarpada         | 173,5          | Primož Roglič   | Primož Roglič   |
| 20.ª etapa | 7 de sep        | Villarcayo de Merindad de Castilla la Vieja – Espinosa de los Monteros | etapa de montaña        | 172            | Edward Dunbar   | Primož Roglič   |
| 21.ª etapa | 8 de sep        | Distrito Telefónica – Madrid                                           | contrarreloj individual | 24,6           | Stefan Küng     | Primož Roglič   |

## Clasificaciones finales
Las clasificaciones finalizaron de la siguiente forma:

### Clasificación general (Jersey Rojo)
| \| Clasificación general \| Clasificación general \| Clasificación general \| Clasificación general \| Clasificación general \| \| Ciclista \| Ciclista \| Equipo \| Tiempo \| \| \| --------------------- \| --------------------- \| -------------------------- \| --------------------- \| --------------------- \| \| 1.º \| Primož Roglič \| Red Bull-Bora-Hansgrohe \| 81 h 49 min 18 s \| \| \| 2.º \| Ben O'Connor \| Decathlon-AG2R La Mondiale \| + 2 min 36 s \| \| \| 3.º \| Enric Mas \| Movistar Team \| + 3 min 13 s \| \| \| 4.º \| Richard Carapaz \| EF Education-EasyPost \| + 4 min 02 s \| \| \| 5.º \| Mattias Skjelmose \| Lidl-Trek \| + 5 min 49 s \| \| \| 6.º \| David Gaudu \| Groupama-FDJ \| + 6 min 32 s \| \| \| 7.º \| Florian Lipowitz \| Red Bull-Bora-Hansgrohe \| + 7 min 05 s \| \| \| 8.º \| Mikel Landa \| Soudal Quick-Step \| + 8 min 48 s \| \| \| 9.º \| Pavel Sivakov \| UAE Team Emirates \| + 10 min 04 s \| \| \| 10.º \| Carlos Rodríguez \| Ineos Grenadiers \| + 11 min 19 s \| \| \| 11.º \| Edward Dunbar \| Team Jayco AlUla \| + 14 min 40 s \| \| \| 12.º \| Adam Yates \| UAE Team Emirates \| + 15 min 40 s \| \| \| 13.º \| Cristián Rodríguez \| Arkéa-B&B Hotels \| + 1 min 58 s \| \| \| 14.º \| Sepp Kuss \| Team Visma \\| Lease a Bike \| + 20 min 25 s \| \| \| 15.º \| Guillaume Martin \| Cofidis \| + 31 min 04 s \| \| \| 16.º \| Lorenzo Fortunato \| Astana Qazaqstan Team \| + 37 min 23 s \| \| \| 17.º \| José Félix Parra \| Equipo Kern Pharma \| + 51 min 33 s \| \| \| 18.º \| Aleksandr Vlásov \| Red Bull-Bora-Hansgrohe \| + 55 min 05 s \| \| \| 19.º \| Steven Kruijswijk \| Team Visma \\| Lease a Bike \| + 1 h 01 min 53 s \| \| \| 20.º \| Clément Berthet \| Decathlon-AG2R La Mondiale \| + 1 h 04 min 13 s \| \| |                    |                            |                   |
| |                    |                            |                   |
| Fuente: ProCyclingStats |                    |                            |                   |
| Clasificación general |                    |                            |                   |
| Ciclista | Ciclista           | Equipo                     | Tiempo            |
| 1.º | Primož Roglič      | Red Bull-Bora-Hansgrohe    | 81 h 49 min 18 s  |
| 2.º | Ben O'Connor       | Decathlon-AG2R La Mondiale | + 2 min 36 s      |
| 3.º | Enric Mas          | Movistar Team              | + 3 min 13 s      |
| 4.º | Richard Carapaz    | EF Education-EasyPost      | + 4 min 02 s      |
| 5.º | Mattias Skjelmose  | Lidl-Trek                  | + 5 min 49 s      |
| 6.º | David Gaudu        | Groupama-FDJ               | + 6 min 32 s      |
| 7.º | Florian Lipowitz   | Red Bull-Bora-Hansgrohe    | + 7 min 05 s      |
| 8.º | Mikel Landa        | Soudal Quick-Step          | + 8 min 48 s      |
| 9.º | Pavel Sivakov      | UAE Team Emirates          | + 10 min 04 s     |
| 10.º | Carlos Rodríguez   | Ineos Grenadiers           | + 11 min 19 s     |
| 11.º | Edward Dunbar      | Team Jayco AlUla           | + 14 min 40 s     |
| 12.º | Adam Yates         | UAE Team Emirates          | + 15 min 40 s     |
| 13.º | Cristián Rodríguez | Arkéa-B&B Hotels           | + 1 min 58 s      |
| 14.º | Sepp Kuss          | Team Visma \| Lease a Bike | + 20 min 25 s     |
| 15.º | Guillaume Martin   | Cofidis                    | + 31 min 04 s     |
| 16.º | Lorenzo Fortunato  | Astana Qazaqstan Team      | + 37 min 23 s     |
| 17.º | José Félix Parra   | Equipo Kern Pharma         | + 51 min 33 s     |
| 18.º | Aleksandr Vlásov   | Red Bull-Bora-Hansgrohe    | + 55 min 05 s     |
| 19.º | Steven Kruijswijk  | Team Visma \| Lease a Bike | + 1 h 01 min 53 s |
| 20.º | Clément Berthet    | Decathlon-AG2R La Mondiale | + 1 h 04 min 13 s |

### Clasificación por puntos
| Clasificación por puntos | Clasificación por puntos | Clasificación por puntos  | Clasificación por puntos | Clasificación por puntos |
| Ciclista                 | Ciclista                 | Equipo                    | Puntos                   |                          |
| ------------------------ | ------------------------ | ------------------------- | ------------------------ | ------------------------ |
| 1.º                      | Kaden Groves             | Alpecin-Deceuninck        | 226 pts                  |                          |
| 2.º                      | Primož Roglič            | Red Bull-Bora-Hansgrohe   | 140 pts                  |                          |
| 3.º                      | Max Poole                | Team dsm-firmenich PostNL | 118 pts                  |                          |
| 4.º                      | Pablo Castrillo          | Equipo Kern Pharma        | 117 pts                  |                          |
| 5.º                      | Mathias Vacek            | Lidl-Trek                 | 110 pts                  |                          |
| 6.º                      | Pavel Bittner            | Team dsm-firmenich PostNL | 106 pts                  |                          |
| 7.º                      | Enric Mas                | Movistar Team             | 102 pts                  |                          |
| 8.º                      | Mauro Schmid             | Team Jayco AlUla          | 100 pts                  |                          |
| 9.º                      | Stefan Küng              | Groupama-FDJ              | 99 pts                   |                          |
| 10.º                     | Marc Soler               | UAE Team Emirates         | 98 pts                   |                          |

### Clasificación de la montaña
| Clasificación de la montaña | Clasificación de la montaña | Clasificación de la montaña | Clasificación de la montaña | Clasificación de la montaña |
| Ciclista                    | Ciclista                    | Equipo                      | Puntos                      |                             |
| --------------------------- | --------------------------- | --------------------------- | --------------------------- | --------------------------- |
| 1.º                         | Jay Vine                    | UAE Team Emirates           | 78 pts                      |                             |
| 2.º                         | Marc Soler                  | UAE Team Emirates           | 76 pts                      |                             |
| 3.º                         | Pablo Castrillo             | Equipo Kern Pharma          | 43 pts                      |                             |
| 4.º                         | Primož Roglič               | Red Bull-Bora-Hansgrohe     | 32 pts                      |                             |
| 5.º                         | Marco Frigo                 | Israel-Premier Tech         | 32 pts                      |                             |
| 6.º                         | Enric Mas                   | Movistar Team               | 28 pts                      |                             |
| 7.º                         | Filippo Zana                | Team Jayco AlUla            | 27 pts                      |                             |
| 8.º                         | Pavel Sivakov               | UAE Team Emirates           | 26 pts                      |                             |
| 9.º                         | Aleksandr Vlásov            | Red Bull-Bora-Hansgrohe     | 25 pts                      |                             |
| 10.º                        | David Gaudu                 | Groupama-FDJ                | 24 pts                      |                             |

### Clasificación de los jóvenes
| Clasificación del mejor joven | Clasificación del mejor joven | Clasificación del mejor joven | Clasificación del mejor joven | Clasificación del mejor joven |
| Ciclista                      | Ciclista                      | Equipo                        | Tiempo                        |                               |
| ----------------------------- | ----------------------------- | ----------------------------- | ----------------------------- | ----------------------------- |
| 1.º                           | Mattias Skjelmose             | Lidl-Trek                     | 81 h 55 min 07 s              |                               |
| 2.º                           | Florian Lipowitz              | Red Bull-Bora-Hansgrohe       | + 1 min 16 s                  |                               |
| 3.º                           | Carlos Rodríguez              | Ineos Grenadiers              | + 5 min 30 s                  |                               |
| 4.º                           | Matthew Riccitello            | Israel-Premier Tech           | + 1 h 40 min 48 s             |                               |
| 5.º                           | Max Poole                     | Team dsm-firmenich PostNL     | + 1 h 50 min 46 s             |                               |
| 6.º                           | Isaac Del Toro                | UAE Team Emirates             | + 1 h 51 min 38 s             |                               |
| 7.º                           | Giovanni Aleotti              | Red Bull-Bora-Hansgrohe       | + 1 h 54 min 14 s             |                               |
| 8.º                           | William Junior Lecerf         | Soudal Quick-Step             | + 2 h 09 min 35 s             |                               |
| 9.º                           | Valentin Paret-Peintre        | Decathlon-AG2R La Mondiale    | + 2 h 12 min 06 s             |                               |
| 10.º                          | Gianmarco Garofoli            | Astana Qazaqstan Team         | + 2 h 16 min 36 s             |                               |

### Clasificación por equipos
| Clasificación por equipos | Clasificación por equipos  | Clasificación por equipos | Clasificación por equipos |
| Equipo                    | Equipo                     | Tiempo                    |                           |
| ------------------------- | -------------------------- | ------------------------- | ------------------------- |
| 1.º                       | UAE Team Emirates          | 245 h 12 min 58 s         |                           |
| 2.º                       | Red Bull-Bora-Hansgrohe    | + 33 min 53 s             |                           |
| 3.º                       | Decathlon-AG2R La Mondiale | + 1 h 23 min 09 s         |                           |
| 4.º                       | Team Visma \| Lease a Bike | + 1 h 53 min 33 s         |                           |
| 5.º                       | Groupama-FDJ               | + 2 h 16 min 51 s         |                           |
| 6.º                       | Soudal Quick-Step          | + 2 h 28 min 28 s         |                           |
| 7.º                       | Movistar Team              | + 2 h 47 min 49 s         |                           |
| 8.º                       | Lidl-Trek                  | + 2 h 47 min 58 s         |                           |
| 9.º                       | Equipo Kern Pharma         | + 2 h 55 min 08 s         |                           |
| 10.º                      | Ineos Grenadiers           | + 3 h 18 min 42 s         |                           |

## Evolución de las clasificaciones
| Etapa                   |                         | Ganador _       | Clasificación general | Puntos          | Montaña          | Jóvenes           | Combatividad     | Equipo                     |
| ----------------------- | ----------------------- | --------------- | --------------------- | --------------- | ---------------- | ----------------- | ---------------- | -------------------------- |
| 1.ª etapa               | contrarreloj individual | Brandon McNulty | Brandon McNulty       | Brandon McNulty | no otorgado      | Mathias Vacek     | no otorgado      | UAE Team Emirates          |
| 2.ª etapa               | etapa escarpada         | Kaden Groves    | Wout van Aert         | Kaden Groves    | Stefan Küng      | Mathias Vacek     | Luis Ángel Maté  | UAE Team Emirates          |
| 3.ª etapa               | etapa escarpada         | Wout van Aert   | Wout van Aert         | Wout van Aert   | Luis Ángel Maté  | Mathias Vacek     | Xabier Isasa     | UAE Team Emirates          |
| 4.ª etapa               | etapa de montaña        | Primož Roglič   | Primož Roglič         | Wout van Aert   | Sylvain Moniquet | Antonio Tiberi    | Pablo Castrillo  | UAE Team Emirates          |
| 5.ª etapa               | etapa llana             | Pavel Bittner   | Primož Roglič         | Wout van Aert   | Sylvain Moniquet | Antonio Tiberi    | Ibon Ruiz        | UAE Team Emirates          |
| 6.ª etapa               | etapa de media montaña  | Ben O'Connor    | Ben O'Connor          | Wout van Aert   | Sylvain Moniquet | Florian Lipowitz  | Ben O'Connor     | Decathlon-AG2R La Mondiale |
| 7.ª etapa               | etapa escarpada         | Wout van Aert   | Ben O'Connor          | Wout van Aert   | Sylvain Moniquet | Antonio Tiberi    | Xabier Isasa     | Decathlon-AG2R La Mondiale |
| 8.ª etapa               | etapa de media montaña  | Primož Roglič   | Ben O'Connor          | Wout van Aert   | Primož Roglič    | Antonio Tiberi    | Oier Lazkano     | Decathlon-AG2R La Mondiale |
| 9.ª etapa               | etapa de montaña        | Adam Yates      | Ben O'Connor          | Wout van Aert   | Adam Yates       | Florian Lipowitz  | Adam Yates       | UAE Team Emirates          |
| 10.ª etapa              | etapa de montaña        | Wout van Aert   | Ben O'Connor          | Wout van Aert   | Adam Yates       | Florian Lipowitz  | Wout van Aert    | UAE Team Emirates          |
| 11.ª etapa              | etapa de media montaña  | Edward Dunbar   | Ben O'Connor          | Wout van Aert   | Adam Yates       | Carlos Rodríguez  | Xandro Meurisse  | UAE Team Emirates          |
| 12.ª etapa              | etapa escarpada         | Pablo Castrillo | Ben O'Connor          | Wout van Aert   | Adam Yates       | Carlos Rodríguez  | Pablo Castrillo  | UAE Team Emirates          |
| 13.ª etapa              | etapa de montaña        | Michael Woods   | Ben O'Connor          | Wout van Aert   | Wout van Aert    | Carlos Rodríguez  | Wout van Aert    | UAE Team Emirates          |
| 14.ª etapa              | etapa de media montaña  | Kaden Groves    | Ben O'Connor          | Wout van Aert   | Wout van Aert    | Carlos Rodríguez  | Jhonatan Narváez | UAE Team Emirates          |
| 15.ª etapa              | etapa de montaña        | Pablo Castrillo | Ben O'Connor          | Wout van Aert   | Wout van Aert    | Florian Lipowitz  | Jay Vine         | UAE Team Emirates          |
| 16.ª etapa              | etapa de montaña        | Marc Soler      | Ben O'Connor          | Kaden Groves    | Jay Vine         | Carlos Rodríguez  | Marc Soler       | UAE Team Emirates          |
| 17.ª etapa              | etapa de media montaña  | Kaden Groves    | Ben O'Connor          | Kaden Groves    | Jay Vine         | Carlos Rodríguez  | Xabier Isasa     | UAE Team Emirates          |
| 18.ª etapa              | etapa de media montaña  | Urko Berrade    | Ben O'Connor          | Kaden Groves    | Marc Soler       | Carlos Rodríguez  | Marc Soler       | UAE Team Emirates          |
| 19.ª etapa              | etapa escarpada         | Primož Roglič   | Primož Roglič         | Kaden Groves    | Marc Soler       | Mattias Skjelmose | Isaac Del Toro   | UAE Team Emirates          |
| 20.ª etapa              | etapa de montaña        | Edward Dunbar   | Primož Roglič         | Kaden Groves    | Jay Vine         | Mattias Skjelmose | Marc Soler       | UAE Team Emirates          |
| 21.ª etapa              | contrarreloj individual | Stefan Küng     | Primož Roglič         | Kaden Groves    | Jay Vine         | Mattias Skjelmose | no otorgado      | UAE Team Emirates          |
| Clasificaciones finales | Clasificaciones finales |                 | Primož Roglič         | Kaden Groves    | Jay Vine         | Mattias Skjelmose | Marc Soler       | UAE Team Emirates          |

## Ciclistas participantes y posiciones finales
Convenciones:
- AB-N: Abandono en la etapa "N"
- FLT-N: Retiro por llegada fuera del límite de tiempo en la etapa "N"
- NTS-N: No tomó la salida para la etapa "N"
- DES-N: Descalificado o expulsado en la etapa "N"

## UCI World Ranking
La Vuelta a España otorgó puntos para el UCI World Ranking para corredores de los equipos en las categorías UCI WorldTeam, UCI ProTeam y Continental. Las siguientes tablas son el baremo de puntuación y los diez corredores que obtuvieron más puntos:
| Posición                 | 1.º  | 2.º | 3.º | 4.º | 5.º | 6.º | 7.º | 8.º | 9.º | 10.º | 11.º | 12.º | 13.º | 14.º | 15.º | 16.º | 17.º | 18.º | 19.º | 20.º - 25.º | 26.º - 30.º | 31.º - 40.º | 41.º - 50.º | 51.º - 55.º | 56.º - 60.º |
| Clasificación general    | 1100 | 885 | 750 | 600 | 495 | 415 | 340 | 285 | 235 | 180  | 155  | 130  | 110  | 90   | 80   | 75   | 70   | 60   | 55   | 50          | 30          | 25          | 20          | 15          | 10          |
| Por etapa                | 180  | 130 | 95  | 80  | 60  | 45  | 40  | 35  | 30  | 25   | 20   | 15   | 10   | 5    | 2    |      |      |      |      |             |             |             |             |             |             |
| Líder                    | 20   |     |     |     |     |     |     |     |     |      |      |      |      |      |      |      |      |      |      |             |             |             |             |             |             |
| Clasificación secundaria | 180  | 130 | 95  |     |     |     |     |     |     |      |      |      |      |      |      |      |      |      |      |             |             |             |             |             |             |

Nota:
1. ↑  Solo clasificaciones de la regularidad y la montaña.

| Clasificación |                   |                            |         |       |       |            |       |
| Posición      | Ciclista          | Equipo                     | General | Etapa | Líder | Secundaria | Total |
| ------------- | ----------------- | -------------------------- | ------- | ----- | ----- | ---------- | ----- |
| 1.º           | Primož Roglič     | Red Bull-Bora-Hansgrohe    | 1100    | 915   | 80    | 130        | 2225  |
| 2.º           | Ben O'Connor      | Decathlon AG2R La Mondiale | 885     | 380   | 260   | -          | 1525  |
| 3.º           | Enric Mas         | Movistar                   | 750     | 557   | -     | -          | 1307  |
| 4.º           | Wout van Aert     | Visma \| Lease a Bike      | -       | 1085  | 40    | -          | 1125  |
| 5.º           | Kaden Groves      | Alpecin-Deceuninck         | -       | 775   | -     | 180        | 955   |
| 6.º           | Richard Carapaz   | EF Education-EasyPost      | 600     | 320   | -     | -          | 920   |
| 7.º           | Mattias Skjelmose | Lidl-Trek                  | 495     | 310   | -     | -          | 805   |
| 8.º           | David Gaudu       | Groupama-FDJ               | 415     | 262   | -     | -          | 677   |
| 9.º           | Marc Soler        | UAE Emirates               | 20      | 485   | -     | 130        | 635   |
| 10.º          | Mikel Landa       | T-Rex Quick-Step           | 285     | 340   | -     | -          | 625   |